# Meroux
Meroux, ook Méroux, is een plaats en voormalige gemeente in het arrondissement Belfort in het Franse departement Territoire de Belfort. In het Elzassisch of het Duits heette de plaats vroeger Mörlingen.

## Geschiedenis
Sinds 22 maart 2015 maakt Meroux deel uit van het kanton Châtenois-les-Forges. Voor die dag viel de gemeente onder het op diezelfde dag opgeheven kanton Danjoutin. Op 1 januari 2019 fuseerden Meroux en Moval tot de commune nouvelle Meroux-Moval.

## Geografie
De oppervlakte van Meroux bedraagt 10,0 km², de bevolkingsdichtheid is 66,0 inwoners per km².
De Rigole de Belfort loopt door Meroux. Dit is een kanaal dat vanuit het Bassin de Champagney het Rhône-Rijnkanaal van water voorziet. Dit kanaal werd tussen 1939 en 1949 gegraven.
De onderstaande kaart toont de ligging van Meroux met de belangrijkste infrastructuur en aangrenzende gemeenten.

## Demografie
Onderstaande figuur toont het verloop van het inwonertal (bron: INSEE-tellingen).